# Lusflugor
Lusflugor (Hippoboscidae) är en familj inom insektsordningen tvåvingar som innehåller omkring 200 arter världen över. De fullbildade insekterna är ektoparasiter som suger blod från varmblodiga djur, det vill säga däggdjur eller fåglar. 

## Kännetecken
Till utseendet är lusflugor platta, ofta gråbrunaktiga insekter med kraftiga ben och tarser som är försedda med klor som ger ett bra grepp på hud, päls eller fjädrar. Storleken varierar mellan olika arter, men många har en längd på cirka 4–7 millimeter. De har en kort sugsnabel vars vassa spets de använder för att komma igenom huden på sitt värddjur. Hos en del arter är vingarna bara rudimentärt utvecklade eller saknas helt. De arter som har flygdugliga vingar bryter av dem efter att de hittat ett värddjur. 

## Levnadssätt
Lusflugor genomgår fullständig förvandling, vilket innefattar utvecklingsstadierna ägg, larv, puppa och imago. Hos lusflugor behåller honan de befruktade äggen inne i sin kropp och även larvutvecklingen sker inne i honans kropp. Larven får näring genom speciella körtlar och föds fram av honan när den är fullväxt. Förpuppningen sker kort därefter. Övervintring sker som puppa i marken.
Då lusflugornas födovanor är ensidiga, de fullbildade individerna lever uteslutande på blod, så har de för att täcka behovet av vitaminer särskilda mikroorganismer som producerar sådana i sin tarm.

## Arter i urval (de i Sverige påträffade)[2]
| Crataerina pallidaXXXXXXXXXXXXXXXX |  |            |  |  |
| Hippobosca equina                  |  | Hästfluga  |  |  |
| Icosta ardeae                      |  |            |  |  |
| Icosta minor                       |  |            |  |  |
| Lipoptena cervi                    |  | Hjortfluga |  |  |
| Melophagus ovinus                  |  | Fårlus     |  |  |
| Olfersia fumipennis                |  |            |  |  |
| Ornithoica turdi                   |  |            |  |  |
| Ornithomya avicularia              |  | Fågelfluga |  |  |
| Ornithomya biloba                  |  |            |  |  |
| Ornithomya chloropus               |  |            |  |  |
| Ornithomya fringillina             |  |            |  |  |
| Ornithophila metallica             |  |            |  |  |
| Pseudolynchia garzettae            |  |            |  |  |
| Stenepteryx hirundinis             |  |            |  |  |